# La democrazia in America
La democrazia in America (pubblicato in due volumi, il primo nel 1835, il secondo nel 1840), è un testo francese scritto da Alexis de Tocqueville sugli Stati Uniti d'America, sui punti di forza e sulle debolezze del paese nel 1830.

## Il viaggio di Tocqueville in America
Nel 1831, Alexis de Tocqueville e Gustave de Beaumont, entrambi francesi, furono inviati dal loro governo per raccogliere informazioni sul sistema carcerario americano. Giunti a New York in maggio, essi passarono nove mesi in viaggio attraverso gli Stati Uniti, osservando non soltanto le prigioni, ma parecchi aspetti della società americana, ivi compresi quello economico e quello politico. Soggiornarono per un po' anche in Canada, passando qualche giorno dell'estate del 1831 sia nella parte sud-est delle provincie centrali del Canada (l'attuale provincia di Ontario) sia nella parte nord-est del Canada (l'attuale provincia di Quebec).
Ritornati in Francia nel febbraio 1832, nel 1833 consegnarono il loro rapporto sul sistema carcerario americano, dal titolo Sul sistema penitenziario negli Stati Uniti e sulla sua applicazione in Francia. Beaumont scrisse in seguito un romanzo sui rapporti razziali negli Stati Uniti. Tocqueville, invece, che era rimasto affascinato dalla politica americana, scrisse un trattato politico-sociale dal titolo La democrazia in America.

## Riassunto
La democrazia in America è innanzitutto e soprattutto un'analisi della democrazia rappresentativa repubblicana, e dei motivi per i quali essa aveva potuto attecchire tanto bene negli Stati Uniti mentre era fallita in numerosi altri paesi.
L'opera si divide in due distinti temi, pubblicati separatamente: nella sua introduzione al primo, Tocqueville dichiara anzi di rinunciare alla pubblicazione del secondo (decisione sulla quale, evidentemente è tornato in seguito). Più che per il tempo trascorso tra le due pubblicazioni, i due temi si distinguono per l'argomento trattato. Il primo tratta dell'impulso che il movimento democratico (che è una trasformazione sociale che prende successivamente forma in varie istituzioni politiche) dà alla forma di governo, alle leggi e alla vita politica – cioè alla democrazia come struttura politica. Il secondo tratta dell'influenza che la democrazia (e stavolta non tanto come trasformazione sociale quanto come regime politico) esercita sulla società civile, cioè sui costumi, le idee e la vita intellettuale. In breve, si potrebbe dire che il primo tomo è più politico, il secondo più sociologico.
Tocqueville riflette sul futuro della democrazia negli Stati Uniti, e sui potenziali pericoli «per la democrazia» e «della democrazia». Egli scrive che la democrazia ha la tendenza a degenerare in ciò che descrive come «dispotismo addolcito». Osserva anche che l'unico ruolo che può essere giocato dalla religione è dovuto alla separazione dal governo, ciò che permette una laicità dello stato che, in ultima istanza, conviene ad entrambi.

## Importanza
La democrazia in America ha visto numerose edizioni nel corso del diciannovesimo secolo. L'opera ha un immediato successo sia in Europa che negli Stati Uniti. Nel ventesimo secolo essa diventa un classico della politica, della sociologia e della storia.
Quest'opera è spesso ricordata per aver visto in anticipo fenomeni che si sono successivamente verificati. Essa prevede ad esempio correttamente il dibattito sull'abolizione della schiavitù sul quale l'America si sarebbe lacerata durante la guerra civile. Allo stesso modo descrive l'emergere degli Stati Uniti e della Russia come le due superpotenze mondiali, ciò che conduce a quel bipolarismo che prese in seguito il nome di guerra fredda.
La democrazia in America, secondo Tocqueville, aveva alcune potenziali debolezze: il dispotismo popolare, la tirannia della maggioranza, l'assenza di libertà intellettuale, ciò che gli sembra degradare l'amministrazione e favorire il crollo della politica pubblica di assistenza ai più deboli, dell'educazione e delle lettere. Il libro predice anche la violenza tra i partiti politici ed il fatto che gli incoscienti giudichino i saggi. Che queste cose fossero già visibili a quel tempo, è discutibile.
Oltre ai numerosi elogi, La democrazia in America viene criticata dagli intellettuali d'oggi su alcuni temi, per esempio l'autore non parlò quasi mai della povertà nelle grandi città. 
Alla sua opera si può accostare un altro scritto meno noto sulla democrazia americana, Society in America, uscito nel 1838, della scrittrice inglese Harriet Martineau, la quale approfondi temi più tipici della storiografia contemporanea quali la condizione degli schiavi neri e della donna.
Nel 2006, Bernard-Henri Lévy ha pubblicato in USA, e poi in Francia, il controverso "American vertigo" che si presenta come un "remake" del libro di Tocqueville, 170 anni dopo.
Da quest'opera deriva il soprannome "The Forest City" per Cleveland, avendo egli descritto come "ricca di foreste" l'area in cui è situata la città.

## Democrazia e tirannia della maggioranza
Secondo Tocqueville le società moderne e democratiche sono caratterizzate da un certo dispotismo non tirannico: il problema della tirannia della maggioranza non è solo il fatto che i pochi devono sottostare al volere dei molti, ma anche il fatto che i molti tendono a dominare l’opinione pubblica, polarizzando la società verso un pensiero unico (o, usando le parole di Marcuse, verso una "società a una dimensione", in cui l'uniformità ha talmente tanto permeato la mente al punto da auto censurare le opinioni impopolari). La tirannia della maggioranza non è dunque una tirannia materiale che ha come obiettivo i corpi, ma una tirannia più subdola che si esercita sul pensiero: la democrazia ha per sua natura dei perenni esclusi, cioè coloro che hanno posizioni estreme lontane sia dalla maggioranza, sia dalle minoranze.
Tocqueville propone alcuni "antidoti" per affrontare la tirannia della maggioranza. Il primo è lo spirito legistico nel suo ruolo di contrappeso alla democrazia: i giudici della corte suprema, eletti a vita, sarebbero dotati della massima integrità di giudizio in quanto non necessitano di mutare la loro opinione per inseguire consensi. Anche l'associazionismo sarebbe una buona contromisura alla tirannia della maggioranza, in quanto capace di aggregare persone attorno ad un'idea e attaccare così l'impero morale del mainstream.

## Aristocrazia e industria
Tocqueville intuisce il rischio che dall’industria possa nascere una nuova aristocrazia, quella dei tycoon, ossia dei grandi proprietari industriali. L’aristocrazia industriale americana è però strutturalmente diversa da quella europea: non è un’aristocrazia nobiliare e titolata, ma è un’aristocrazia economica con un’alta mobilità sociale (cioè senza meccanismi di casta: si può diventare ricchi come si può perdere tutto e tornare in povertà, a prescindere dallo status sociale della famiglia di nascita).
Tocqueville considera inoltre i rapporti tra servo e padrone come rapporti di natura contrattuale tra lavoratore e datore di lavoro; inoltre vede nello strumento del contratto uno strumento di libertà che lo schiavo non ha, in quanto il lavoratore, terminata la sua prestazione, può tornare alla sua vita e alle sue libertà personali. Si tratta di una concezione del contratto diametralmente opposta a quella del suo contemporaneo Karl Marx, in cui il lavoratore che sottoscrive il contratto è comunque in posizione di diseguaglianza e obbligato dalle circostanze (cioè dal dover lavorare per sopravvivere).

## Edizioni italiane
- La democrazia in America, traduzione di e cura di Giorgio Candeloro, 3 voll., Collana Classici del pensiero politico, Bologna, Licinio Cappelli, I ed. 1932; nuova ed. ridotta in 2 voll., Cappelli, 1953.
- La democrazia in America. A cura di Giorgio Candeloro. Dalla rivoluzione alla società sviluppata: la nascita del primo stato americano, trad. rivista e aggiornata sul testo critico Gallimard di G. Candeloro, Collana Storica, Milano, Rizzoli, I ed. 1982.
- Scritti politici, vol. II, a cura di Nicola Matteucci, Collana Classici della politica, Torino, UTET, 1968.
- La democrazia in America, 2 voll., a cura di Mario Tesini, trad. S. Furlati, Collana I guardiani dell'aurora, Troina (Enna), Città Aperta, 2005, ISBN 978-88-8137-223-2.
- La democrazia in America, a cura di Corrado Vivanti, trad. Anna Vivanti Salmon, Collana i millenni, Torino, Einaudi, 2006, ISBN 978-88-06-18478-0.
- La democrazia in America, a cura di Nicola Matteucci, Collana Classici del pensiero, Torino, Utet, 2007, ISBN 978-88-02-07714-7.